# Санкт (консул)
Санкт (лат. Sanctus) — галло-римский государственный деятель середины III века.
Происходил, по всей видимости, из Галлии. Его потомком, возможно, был презид (наместник) Британии Флавий Санкт. В 269 году Санкт занимал должность ординарного консула вместе с императором сепаратистской Галльской империи Викторином. На территории Римской империи этим консулы признаны не были.